# Jenynsia tucumana
Jenynsia tucumana är en fiskart som beskrevs av Orangel Antonio Aguilera Socorro och Juan Marcos Mirande 2005. Jenynsia tucumana ingår i släktet Jenynsia och familjen Anablepidae. Inga underarter finns listade i Catalogue of Life.